# Hardershof
Hardershof war ein kleiner Vorort von Königsberg (Preußen).
Nördlich der Mittelhufen gelegen, wurde er 1822 als „Georg Harders Hof“ erwähnt. In den 1870er Jahren entstand hier das Königsberger Wasserwerk, in dem der Landgraben (Samland) endete. In Hardershof stand die Funkstation der Wetterwarte. Seit 1931 gab es eine Badeanstalt.